# نامکیاش
نامکیاش (به لاتین: Namekyash) یک منطقه مسکونی در جمهوری آذربایجان است که در شهرستان لریک واقع شده‌است.
ممکن است که این روستا دستخوش تغییر نام شده یا دیگر وجود نداشته باشد، زیرا هیچ وب‌سایت آذربایجانی از این نام استفاده نمی‌کند.